# Gian Villante
Gianpiero Villante (Wantagh, 18 de agosto de 1985) é um lutador estadunidense de artes marciais mistas que atualmente luta na divisão peso-meio-pesado do Ultimate Fighting Championship. Um lutador profissional desde 2009, ele competiu anteriormente no Strikeforce.

## Início
Villante foi aluno na MacArthur High School (Levittown, Nova Iorque) e fez parte da Classe de 2003. Durante seu primeiro ano, ele ficou em terceiro no Campeonato de Wrestling do Estado de Nova Iorque. Seguiu este feito até seu último ano, ao vencer o Campeonato Estadual de Nova York, na categoria de peso até 215 lbs. Villante foi igualmente realizado no futebol, em que ele foi o vencedor do Thorpe Award  de 2002 como o melhor jogador de futebol na Nassau County, também na Bill Piner Award, como o melhor linebacker em Nassau County, e foi nomeado para a equipe da High School Heisman All-Star. Villante atraiu o interesse de grandes escolas de Divisão I, como a Penn State e a Universidade Estadual de Michigan. Villante escolheu ficar em casa e comprometido com a Universidade Hofstra.  Villante frequentou a Universidade de Hofstra entre 2003-2007, onde continuou no futebol e na luta livre, permaneceu em ambos com uma carreira altamente bem sucedida. Villante realizou seu primeiro jogo contra a Marshall University, como um verdadeiro calouro, linebacker no meio. Gian manteve seu papel de partida o resto do ano como um calouro. Na temporada seguinte, Villante foi ranqueado em 2004 como o 1° no Team Defensive I-AA All-American pelo The Sports Network. Quando linebacker, ele foi considerado uma potencial promessa da NFL. O New York Giants, New York Jets, Indianapolis Colts, e Philadelphia Eagles, todos manifestaram interesse em Villante. Villante lutou na Hofstra, onde se tornou íntimo com um wrestler NCAA All-American e futuro Peso Médio do UFC, Chris Weidman.

## Carreira no MMA

### Ring of Combat
Villante fez sua estreia no MMA rapidamente, depois de tomar a decisão de começar a treinar MMA. Ele derrotou o veterano de MMA, Randy Durant, rapidamente, aplicando-o um TKO devido a um corte feio. Villante então voou através de seus próximos adversários, apenas uma vez um deles resistiu à primeira rodada. Ele rapidamente foi o desafiante ao título Peso Pesado no Ring of Combat. Ele teve seu título e, depois de derrotar o veterano do Strikeforce, Mike Cook, no Ring of Combat, conquistando o cinturão Peso Pesado, Villante foi considerado como uma legítima promessa do MMA.
Villante fez sua estreia no Meio Pesado no Ring of Combat XXIX, com aspirações de se tornar campeão em duas categorias de peso. No entanto, Villante perdeu por nocaute técnico depois de quebrar o cotovelo e voltou para o peso pesado. Depois de uma recuperação prolongada de sua lesão, Villante novamente destacou-se, com uma vitória por KO sobre Joseph Reyes.

### Strikeforce
Em 11 de janeiro de 2011, foi anunciado que Villante tinha assinado um contrato multi-luta com o Strikeforce. Villante foi rapidamente ligado em curto prazo à luta reserva no GP dos pesos pesados. Seu adversário seria Chad Griggs, e seria uma das três lutas reservas desse GP de pesos pesados, no Strikeforce: Fedor vs. Silva. Em que muitas pessoas chamaram a luta de "Luta da Noite", Villante perdeu por nocaute técnico no primeiro round com a interrupção do árbitro.
Villante tomou a decisão de descer novamente aos meio-pesados. Em sua próxima luta, Villante teria de vencer a promessa invicta, Lorenz Larkin, em 24 de Junho de 2011, no Strikeforce Challengers: Fodor vs. Terry. Depois de quedar repetidamente o Larkin e facilmente vencer o primeiro turno, Villante parecia estar sofrendo com seu dramático corte de peso. Villante começou a se cansar e, eventualmente, Larkin passou a ganhar, vencendo por decisão unânime. Perguntas começaram a girar, como "será que Villante poderia efetivamente completar uma luta de três rounds?". Ele também foi criticado por não aderir o wrestling para um plano de luta eficiente.
Em sua próxima luta, Villante enfrentou Keith Berry no card preliminar do Strikeforce Challengers: Gurgel vs. Duarte. Apesar de vaias da multidão, e vários aplausos, Gian levou Berry continuamente para baixo e passou a ganhar a luta por unanimidade no placar dos juízes.
A próxima luta de Villante foi contra Trevor Smith, no card preliminar do Strikeforce: Rockhold vs. Jardine, em 7 de janeiro de 2012. Gian rapidamente atacou Smith, bloqueando um chute e pegando sua perna quatro segundos após o início do combate. Desferiu vários socos limpos e joelhadas no chão. Ambos se levantaram. Com trinta segundos de luta, Villante mais uma vez capturou um pontapé de Smith e levou-o para baixo. Villante segurou a perna e começou a acertar inúmeros socos sem resposta do adversário, o que levou a árbitra Kim Winslow parar a luta em 1:05 do primeiro round.
Gian continuou sua sequência de vitórias com uma vitória por decisão unânime sobre Derrick Mehmen. Esta foi parte da luta eliminatória no Strikeforce: Barnett vs. Cormier, visto no canal Showtime Extreme. Gian foi creditado pelo locutor Frank Shamrock no qual foi elogiado pela sua melhoria na trocação e pela sua resistência durante a luta. Mehmen tinha hematomas visíveis em suas coxas dos vários chutes nas pernas desferidas por Villante.
Gian estava programado para lutar contra o invicto Guto Inocente, no card principal do Strikeforce: Melendez vs. Healy. O card inteiro foi cancelado devido a uma lesão no campeão, Gilbert Melendez. Sem o evento principal, Showtime cancelou todo o evento. Gian foi destaque em Newsday logo após o anúncio. O artigo destacava Gian explicando como ele ficou extremamente chateado com o cancelamento, mas com foco mais em como Gian foi finalmente capaz de manter-se em forma, depois de seu sofrimento fatigante para bater os 93 kg.

### Ultimate Fighting Championship
Em janeiro de 2013, a organização Strikeforce foi fechada por sua controladora, Zuffa. A lista de lutadores programados para serem trazidos para o Ultimate Fighting Championship foi lançado em meados de Janeiro, e Villante foi um dos lutadores listados.
Para sua estreia no UFC, Villante enfrentou o colega recém-chegado na promoção, Ovince St. Preux, em 27 de Abril de 2013, no UFC 159. A luta terminou de forma incomum, com St. Preux acidentalmente cutucando Villante no olho direito com o polegar, então o árbitro Kevin Mulhall decretou imediatamente o fim da luta, depois que Villante alegou que ele não podia ver nitidamente. Como resultado da lesão, a luta foi para a decisão dos juízes e St. Preux venceu por decisão técnica da maioria dos jurados.
Villante foi chamado em curto prazo, substituindo Robert Drysdale contra Cody Donovan, em 16 de novembro de 2014, no UFC 167. Ele venceu a luta por nocaute técnico no segundo round, ganhando sua primeira vitória oficial no UFC.
Na sua terceira luta com a promoção, Villante enfrentou Fábio Maldonado em 23 de Março de 2014, no UFC Fight Night 38. Ele perdeu a luta por decisão unânime.
Villante era esperado para enfrentar Anthony Perosh em 28 de junho de 2014, no UFC Fight Night: Te-Huna vs. Marquardt.  No entanto, Perosh foi forçado a sair da luta devido a uma lesão e foi substituído por Sean O'Connell. Ele venceu a luta por decisão dividida.  O desempenho de ambos os partipantes ganhou a honra de ser consagrada a Luta da Noite.
Villante era esperado para enfrentar Corey Anderson em 6 de Dezembro de 2014, no UFC 181.  No entanto, Villante retirou-se da luta citando uma lesão. Anderson permaneceu no card contra Justin Jones.
A luta com o Anderson, eventualmente, teve lugar no dia 18 de abril de 2015, no UFC on Fox: Machida vs. Rockhold. Villante venceu a luta por nocaute técnico no terceiro round. A luta também lhe valeu a Luta da Noite, seu segundo prêmio de bônus.
Villante enfrentou Tom Lawlor em 25 de Julho de 2015, no UFC on Fox: Dillashaw vs. Barão II. Apesar de controlar o primeiro turno na trocação, Villante perdeu a luta por nocaute no início do segundo round.
Villante enfrentou Anthony Perosh em 15 de novembro de 2015, no UFC 193. Villante venceu a luta por nocaute no primeiro round.

## Campeonatos e realizações

### Artes marciais mistas
- Ultimate Fighting Championship
  - Luta da Noite (Duas vezes)
- Ring of Combat
  - Campeão Peso Pesado do Ring of Combat  (Uma vez)
- MMAJunkie.com
  - Melhor luta do mês de abril de 2015 vs. Corey Anderson[31]

### Futebol
- High school football
  - 2001 All-Section VIII Linebacker
  - 2001 All-Long Island Linebacker (Sect VIII&XI)
  - 2002 All-Section VIII Linebacker
  - 2002 All-Long Island Linebacker (Sect VIII&XI)
  - 2002 Piner Award (Melhor Linebacker - Section VIII - Nassau County)
  - 2002 Thorpe Award (Melhor Jogador de Futebol - Section VIII - Nassau County)
  - 2002 1° lugar no Team All-New York State
  - 2002 1° lugar no  All-Metro Team (Lower NY-Upper NJ)
- Futebol americano universitário
  - 2004 2° lugar no time defensivo de  All-Atlantic 10
  - 2004 1° lugar no time defensivo de  I-AA All-American
  - 2006 1° lugar no time defensivo de All-Atlantic 10
  - 2007 1° lugar no time defensivo de All-Colonial Conference

### Wrestling
- High school wrestling
  - 2002 Campeão da Seção VIII Nassau County (215 lbs)
  - 2002 3° lugar no Estado de Nova Iorque (215 lbs)
  - 2003 Campeão da Seção VIII Nassau County (215 lbs)
  - 2003 Campeão Estadual de Nova Iorque (215 lbs)

## Cartel no MMA
| Cartel no MMA   |             |             |
| 31 lutas        | 17 vitórias | 14 derrotas |
| Por nocaute     | 10          | 6           |
| Por finalização | 2           | 1           |
| Por decisão     | 5           | 7           |

| Res.    | Cartel | Oponente            | Método                                 | Evento                                     | Data       | Round | Tempo | Local                       | Notas                                                        |
| ------- | ------ | ------------------- | -------------------------------------- | ------------------------------------------ | ---------- | ----- | ----- | --------------------------- | ------------------------------------------------------------ |
| Derrota | 17-14  | Chris Barnett       | Nocaute Técnico (chute rodado e socos) | UFC 268: Usman vs. Covington 2             | 06/11/2021 | 2     | 2:23  | New York, New York          | Anunciou a sua aposentadoria.                                |
| Derrota | 17-13  | Jake Collier        | Decisão (unânime)                      | UFC on ESPN: Hermansson vs. Vettori        | 05/12/2020 | 3     | 5:00  | Las Vegas, Nevada           |                                                              |
| Derrota | 17-12  | Maurice Greene      | Finalização (triângulo de mão)         | UFC Fight Night: Poirier vs. Hooker        | 27/06/2020 | 3     | 3:34  | Las Vegas, Nevada           | Volta aos Pesados.                                           |
| Derrota | 17-11  | Michał Oleksiejczuk | Nocaute Técnico (soco no corpo)        | UFC Fight Night: Blachowicz vs. Santos     | 23/02/2019 | 1     | 1:34  | Praga                       |                                                              |
| Vitória | 17-10  | Ed Herman           | Decisão (dividida)                     | UFC Fight Night: Volkan vs. Smith          | 27/10/2018 | 3     | 5:00  | Moncton, New Brunswick      |                                                              |
| Derrota | 16-10  | Sam Alvey           | Decisão (dividida)                     | UFC Fight Night: Rivera vs. Moraes         | 01/06/2018 | 3     | 5:00  | Utica, Nova Iorque          |                                                              |
| Vitória | 16-9   | Francimar Barroso   | Decisão (dividida)                     | UFC 220: Miocic vs. Ngannou                | 20/01/2018 | 3     | 5:00  | Boston, Massachusetts       |                                                              |
| Derrota | 15-9   | Patrick Cummins     | Decisão (dividida)                     | UFC on Fox: Weidman vs. Gastelum           | 22/07/2017 | 3     | 5:00  | Long Island, New York       |                                                              |
| Derrota | 15-8   | Maurício Rua        | Nocaute Técnico (socos)                | UFC Fight Night: Belfort vs. Gastelum      | 11/03/2017 | 3     | 0:59  | Fortaleza                   |                                                              |
| Vitória | 15-7   | Saparbek Safarov    | Nocaute Técnico (socos e cotoveladas)  | UFC Fight Night: Lewis vs. Abdurakhimov    | 09/12/2016 | 2     | 2:54  | Albany, New York            |                                                              |
| Derrota | 14-7   | Ilir Latifi         | Decisão (unânime)                      | UFC 196: McGregor vs. Diaz                 | 05/03/2016 | 3     | 5:00  | Las Vegas, Nevada           |                                                              |
| Vitória | 14-6   | Anthony Perosh      | Nocaute (soco)                         | UFC 193: Rousey vs. Holm                   | 14/11/2015 | 1     | 4:56  | Melbourne                   |                                                              |
| Derrota | 13-6   | Tom Lawlor          | Nocaute (soco)                         | UFC on Fox: Dillashaw vs. Barão II         | 25/07/2015 | 2     | 0:27  | Chicago, Illinois           |                                                              |
| Vitória | 13-5   | Corey Anderson      | Nocaute Técnico (socos)                | UFC on Fox: Machida vs. Rockhold           | 18/04/2015 | 3     | 4:18  | Newark, New Jersey          | Luta da Noite.                                               |
| Vitória | 12-5   | Sean O'Connell      | Decisão (dividida)                     | UFC Fight Night: Te-Huna vs. Marquardt     | 28/06/2014 | 3     | 5:00  | Auckland                    | Luta da Noite.                                               |
| Derrota | 11-5   | Fábio Maldonado     | Decisão (unânime)                      | UFC Fight Night: Shogun vs. Henderson II   | 23/03/2014 | 3     | 5:00  | Natal                       |                                                              |
| Vitória | 11-4   | Cody Donovan        | Nocaute Técnico (socos)                | UFC 167: St. Pierre vs. Hendricks          | 16/11/2013 | 2     | 1:22  | Las Vegas, Nevada           |                                                              |
| Derrota | 10-4   | Ovince Saint Preux  | Decisão Técnica (majoritária)          | UFC 167: St. Pierre vs. Hendricks          | 27/04/2013 | 3     | 0:33  | Newark, New Jersey          | Dedada no olho tornou Villante incapaz de continuar na luta. |
| Vitória | 10-3   | Derrick Mehmen      | Decisão (unânime)                      | Strikeforce: Barnett vs. Cormier           | 19/05/2012 | 3     | 5:00  | San Jose, California        |                                                              |
| Vitória | 9-3    | Trevor Smith        | Nocaute Técnico (socos)                | Strikeforce: Rockhold vs. Jardine          | 07/01/2012 | 1     | 1:05  | Las Vegas, Nevada           |                                                              |
| Vitória | 8-3    | Keith Berry         | Decisão (unânime)                      | Strikeforce Challengers: Gurgel vs. Duarte | 12/08/2011 | 3     | 5:00  | Las Vegas, Nevada           |                                                              |
| Derrota | 7-3    | Lorenz Larkin       | Decisão (unânime)                      | Strikeforce Challengers: Fodor vs. Terry   | 24/06/2011 | 3     | 5:00  | Kent, Washington            |                                                              |
| Derrota | 7-2    | Chad Griggs         | Nocaute Técnico (socos)                | Strikeforce: Fedor vs. Silva               | 12/02/2011 | 1     | 2:49  | East Rutherford, New Jersey | Luta reserva no GP de pesos-pesados.                         |
| Vitória | 7-1    | Joseph Reyes        | Nocaute Técnico (socos)                | Ring of Combat 33                          | 03/12/2010 | 1     | 1:03  | Atlantic City, New Jersey   | Voltou aos pesados.                                          |
| Derrota | 6-1    | Demetrius Richards  | Nocaute Técnico (lesão no braço)       | Ring of Combat 29                          | 16/04/2010 | 1     | 3:27  | Atlantic City, New Jersey   | Estreia no Meio Pesado.                                      |
| Vitória | 6-0    | Mike Cook           | Finalização (mata leão)                | Ring of Combat 28                          | 19/02/2010 | 1     | 1:36  | Atlantic City, New Jersey   | Ganhou o cinturão Peso Pesado do Ring of Combat.             |
| Vitória | 5-0    | Marcelo Pereira     | Nocaute (soco)                         | Ring of Combat 27                          | 20/11/2009 | 1     | 3:59  | Atlantic City, New Jersey   |                                                              |
| Vitória | 4-0    | Rob Wince           | Nocaute (chute na cabeça)              | Ring of Combat 26                          | 11/09/2009 | 2     | 1:25  | Atlantic City, New Jersey   |                                                              |
| Vitória | 3-0    | Joe Abouata         | Nocaute Técnico (socos)                | Ring of Combat 25                          | 12/06/2009 | 1     | 1:48  | Atlantic City, New Jersey   |                                                              |
| Vitória | 2-0    | Paul White          | Finalização (mata leão)                | Ring of Combat 24                          | 17/04/2009 | 1     | 1:46  | Atlantic City, New Jersey   |                                                              |
| Vitória | 1-0    | Randy Durant        | Nocaute Técnico (interrupção médica)   | Ring of Combat 23                          | 20/02/2009 | 1     | 0:35  | Atlantic City, New Jersey   | Paralisação médica devido a um corte.                        |